# Ágasegyháza
Ágasegyháza è un comune dell'Ungheria situato nella contea di Bács-Kiskun, nell'Ungheria meridionale di 1 912 abitanti (dati 2009)

## Società

### Evoluzione demografica
Secondo i dati del censimento 2001 il 98,4% degli abitanti è di etnia ungherese, lo 0,7% di etnia tedesca